# Symbolický odkaz
Symbolický odkaz, anglicky symbolic link, symlink, softlink, tj. měkký odkaz (někdy též link, viz terminologie) označuje v informatice alternativní odkaz, který ukazuje na jiný soubor nebo adresář. Odkaz je realizován jako malý speciální soubor, který obsahuje absolutní nebo relativní cestu k cílovému souboru. Symbolický odkaz interpretuje jádro operačního systému, přičemž v unixových systémech je běžně využívaným nástrojem, zatímco v NTFS je implementován až od Windows Vista. Symbolický odkaz je alternativou k pevnému odkazu.

## Terminologie
Pro označení anglického symbolic link se v češtině používají výrazy symbolický či měkký odkaz, nebo se pracuje s anglickým výrazem link. V současné době anglický výraz link majoritně označuje URL (v překladu odkaz), a proto je zde preferován, přestože však v češtině také zcela přesně neoznačuje původní význam slova (spojení, kloub, kadeř…).

## Unixové systémy
V unixových systémech uživatel často volí mezi použitím symbolického a pevného odkazu:
VýhodyVýhodou symbolického odkazu (na rozdíl od pevného odkazu) je zejména jeho univerzálnost. Může překročit hranice souborového systému, může ukazovat i na adresář, nezpůsobuje problémy při aktualizaci.
NevýhodyNevýhodou symbolického odkazu je, že sám nenese žádnou informaci o souboru, na který odkazuje, tudíž smazáním souboru dostaneme neplatný odkaz (anglicky broken link), který „trčí do prázdna“. Symbolické odkazy také nemají svou sadu práv – ta si přebírají od cílového souboru. Další nevýhodou je, že kromě položky v adresáři (pro své jméno) zabírají na rozdíl od pevného odkazu na disku také datový blok (obsahuje cestu k cíli odkazu). Z důvodu ochrany před zacyklením je interpretace symbolických odkazů omezena (např. v jádře Linuxu na maximálně 16 odkazů symbolického odkazu na další symbolický odkaz).
Symbolický odkaz vytvoříme příkazem:
```
$ 
ln
 
-s
 
jméno_cíle
 
[
jméno_sym_odkazu
]

```

## Microsoft Windows
Ve Windows 95 a novějších (viz Microsoft Windows) je používána obdoba symbolických odkazů, které jsou nazývány zástupce (soubory .lnk). Jejich interpretace však není obsažena v jádře operačního systému a implementuje ji pouze průzkumník (Windows Explorer) pomocí svých API funkcí. Otevře-li program zástupce pomocí běžných funkcí operačního systému, přečte pouze metadata umístěná v zástupci (ikona, cesta k cílovému objektu atd.). Použije-li však API funkce průzkumníka, je otevřen cílový soubor.
Ve Windows 2000 (resp. v systému souborů NTFS 3.0 a vyšších verzích) lze vytvořit přibližný ekvivalent symbolických odkazů (tzv. junctions), jež však mohou směřovat výhradně na adresář. Pro jejich vytvoření je navíc nutné použít speciální program, který není standardní součástí systému. Od Windows Vista jsou pak podporovány symbolické odkazy jak na úrovni jádra, tak i v systému souborů (včetně síťových odkazů), avšak nejsou zpětně kompatibilní s předchozími verzemi Microsoft Windows.